# Angela Piskernik
Angela Piskernik (ur. 27 sierpnia 1886 w Lobniku, Eisenkappel-Vellach, zm. 23 grudnia 1967 w Lublanie) – austriacko-jugosłowiańska botaniczka i działaczka na rzecz ochrony przyrody.

## Życiorys
Urodziła się w Lobniku, będącym częścią Eisenkappel-Vellach. W 1914 roku uzyskała doktorat z nauk biologicznych na Uniwersytecie Wiedeńskim, będąc pierwszą Słowenką, która otrzymała ten stopień naukowy. Podczas studiów aktywnie uczestniczyła w życiu naukowym i kulturalnym Wiednia, jak również zwracała uwagę na rolę wykształconych kobiet w społeczeństwie. W latach 1916–1926 pracowała w muzeum prowincjonalnym w Lublanie. Od 1919, przed plebiscytem w Karyntii, brała udział w działalności na rzecz korzystnego dla Słoweńców przebiegu granicy austriacko-jugosłowiańskiej, pisząc artykuły, prowadząc publiczne wystąpienia i współtworząc organizacje dla kobiet. W kolejnych latach nadal należała do katolickich i narodowych organizacji oraz kierowała stowarzyszeniem zrzeszającym kobiety z akademickim wykształceniem. W swojej działalności naukowej skupiła się na anatomii oraz fizjologii roślin i na początku lat 20. wydała na ten temat pracę naukową, co pozwoliło jej zostać członkiem Niemieckiego Towarzystwa Botanicznego. W 1926 rozpoczęła pracę nauczycielki w szkołach średnich w Lublanie i Novo mesto. Od 1929 prowadziła audycje radiowe o tematyce przyrodniczej oraz językowej. W 1941 wydała podręcznik do oznaczania roślin pt. Ključ za določanje cvetnic in praprotnic, ponownie wydany po wojnie w 1951, zawierający opisy 2222 gatunków. W 1943 trafiła do obozu koncentracyjnego w Ravensbrück.
Od 1945 do 1953 piastowała stanowisko dyrektora Słoweńskiego Muzeum Historii Naturalnej, a ponadto w okresie powojennym aż do 1963 odpowiadała za ochronę przyrody w Słowenii. Kierowane przez Piskernik muzeum uczestniczyło w restauracji Alpejskiego Ogrodu Botanicznego Juliana. Wspierała też utworzenie Parku Narodowego Triglav, ochronę polia Planisko czy doliny Soczy, jak również postulowała powołanie jugosłowiańsko-austriackiego obszaru ochrony przyrody. Doprowadziła do uchwalenia zakazu eksportu ptaków śpiewających poza terytorium Jugosławii. Była aktywną członkinią Międzynarodowej Unii Ochrony Przyrody, a także delegatką Komisji do spraw Ochrony Alp (CIPRA). U schyłku życia uczestniczyła w tworzeniu nomenklatury botanicznej w języku słoweńskim. W 1967 roku otrzymała nagrodę Fundacji van Tienhovena.
W 2019 wizerunek Angeli Piskernik pojawił się na pamiątkowym znaczku pocztowym w Słowenii.